# 拉什卡区
拉什卡区是塞爾維亞西南部的行政区，行政中心为克拉列沃。该区西南鄰黑山，東南與科索沃相鄰。行政区面積为3,918平方公里，2022年人口数量为296,532人。

## 城市和市镇
拉什卡区的范围包括两个城市和3个市镇：
- 克拉列沃（城市）
- 新帕扎爾（城市）
- 拉什卡
- 圖廷
- 弗爾尼亞奇卡礦泉鎮